# Бистрица (Шентруперт)
Бистрица (словен. Bistrica) је насељено место у општини Шентруперт, регија Југоисточна Словенија, Словенија.

## Историја
До територијалне реорганизације у Словенији била је у саставу старе општине Требње.

## Становништво
У попису становништва из 2011. године, Бистрица је имала 121 становника.
| Број становника према пописима | Број становника према пописима | Број становника према пописима |
| ------------------------------ | ------------------------------ | ------------------------------ |
| 1991                           | 2002                           | 2011                           |
| 117                            | 121                            | 121                            |

Напомена: Од 1955. до 1994. исказивано под именом Бистрица при Мокроногу. Године 1994. повећано за део насеља Пушчава (Мокроног-Требелно). Године 2009. извршена је мања размена територије између насеља Бистрица и Пушчава (Мокроног-Требелно).